# Людинка
Людинка — река в России, протекает в Первомайском районе Ярославской области. Устье реки находится в 39 км по правому берегу реки Ухтома. Длина реки составляет 15 км.
Исток Людинки расположен в болотах на границе Вологодской области в 8 км к северо-западу от Кукобоя. Река течёт на юго-запад, в верхнем течении течёт по ненаселённому лесному массиву, в нижнем течении протекает деревни Ченково, Сальково, Дядинское, Малино, Алёшино, Погорелка, Беляевское. Впадает в Ухтому выше по течению деревни Новинка.

## Данные водного реестра
По данным государственного водного реестра России относится к Верхневолжскому бассейновому округу, водохозяйственный участок реки — Рыбинское водохранилище до Рыбинского гидроузла и впадающие в него реки, без рек Молога, Суда и Шексна от истока до Шекснинского гидроузла, речной подбассейн реки — Реки бассейна Рыбинского водохранилища. Речной бассейн реки — (Верхняя) Волга до Куйбышевского водохранилища (без бассейна Оки).
Код объекта в государственном водном реестре — 08010200412110000009953.